# Colosse des Naxiens
Le Colosse des Naxiens est une statue de type kouros, taillée dans le marbre de Naxos et originaire de cette île cycladique. Érigée sur le sanctuaire d'Apollon à Délos, elle atteignait une hauteur d'environ neuf mètres. Brisée en plusieurs morceaux, plusieurs fragments subsistants de cette sculpture monumentale sont aujourd'hui conservés in situ, au musée archéologique de Délos et au British Museum.
Le colosse est un exemple de sculpture monumentale archaïque et date de la fin du VIIe siècle av. J.-C. Le colosse est l'une des plus grandes statues de kouros connues à ce jour. Seul le kouros d'Apollonas, qui demeure inachevé, dans la carrière d'Apóllonas (Naxos) à Naxos, est plus grand avec 10,7 m de haut.

## Statue
Une inscription sur le devant de la base rapportée par Cyriaque d'Ancône au XVe siècle indique « ΝΑΞΙΟΙ ΑΠΟΛΛΩΝΙ » (Naxioi Apolloni, « Les Naxiens [ont dédié ceci] à Apollon »), donc la sculpture en marbre représente probablement Apollon.

### Description

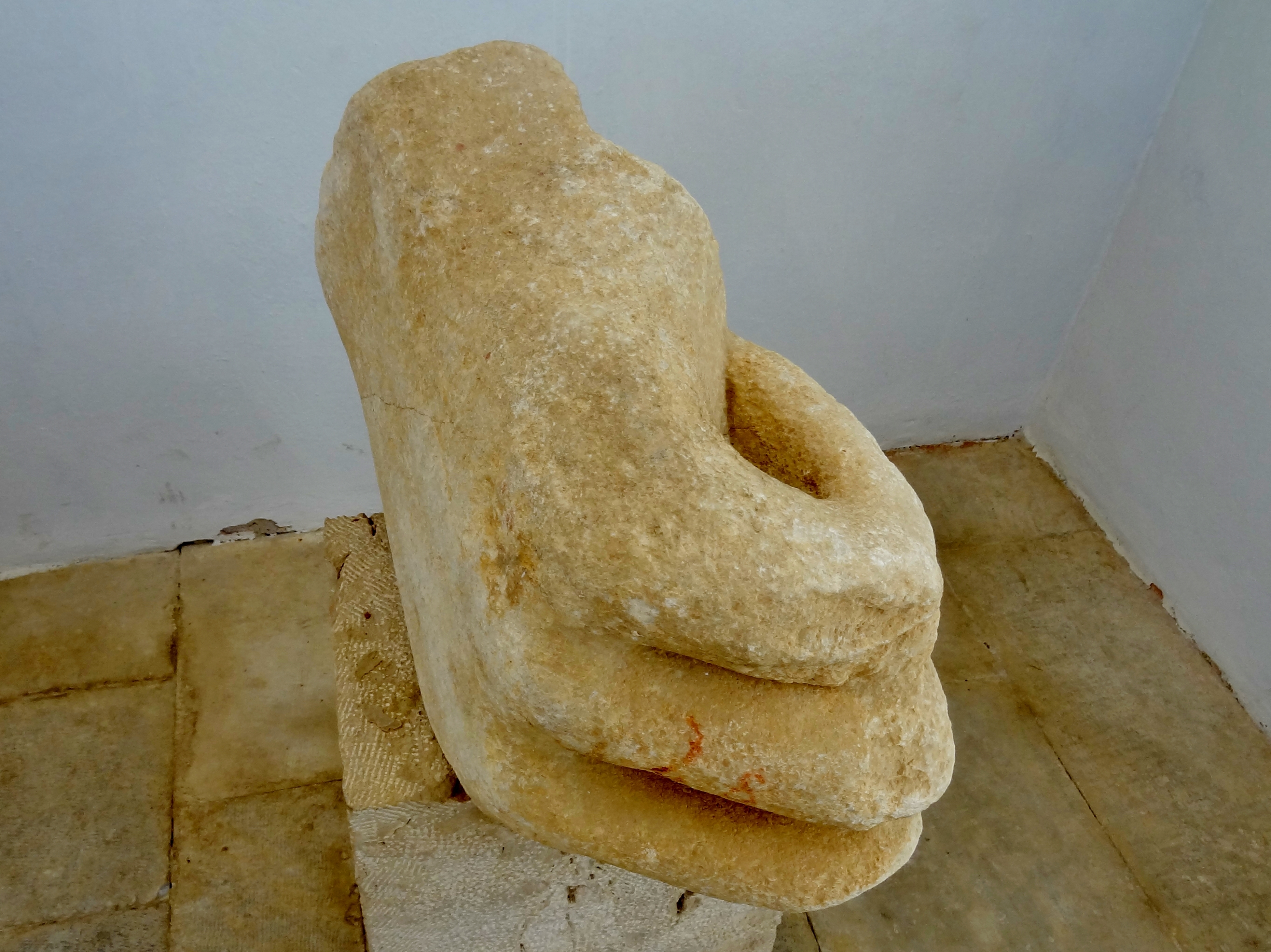
Main gauche du Colosse des Naxiens

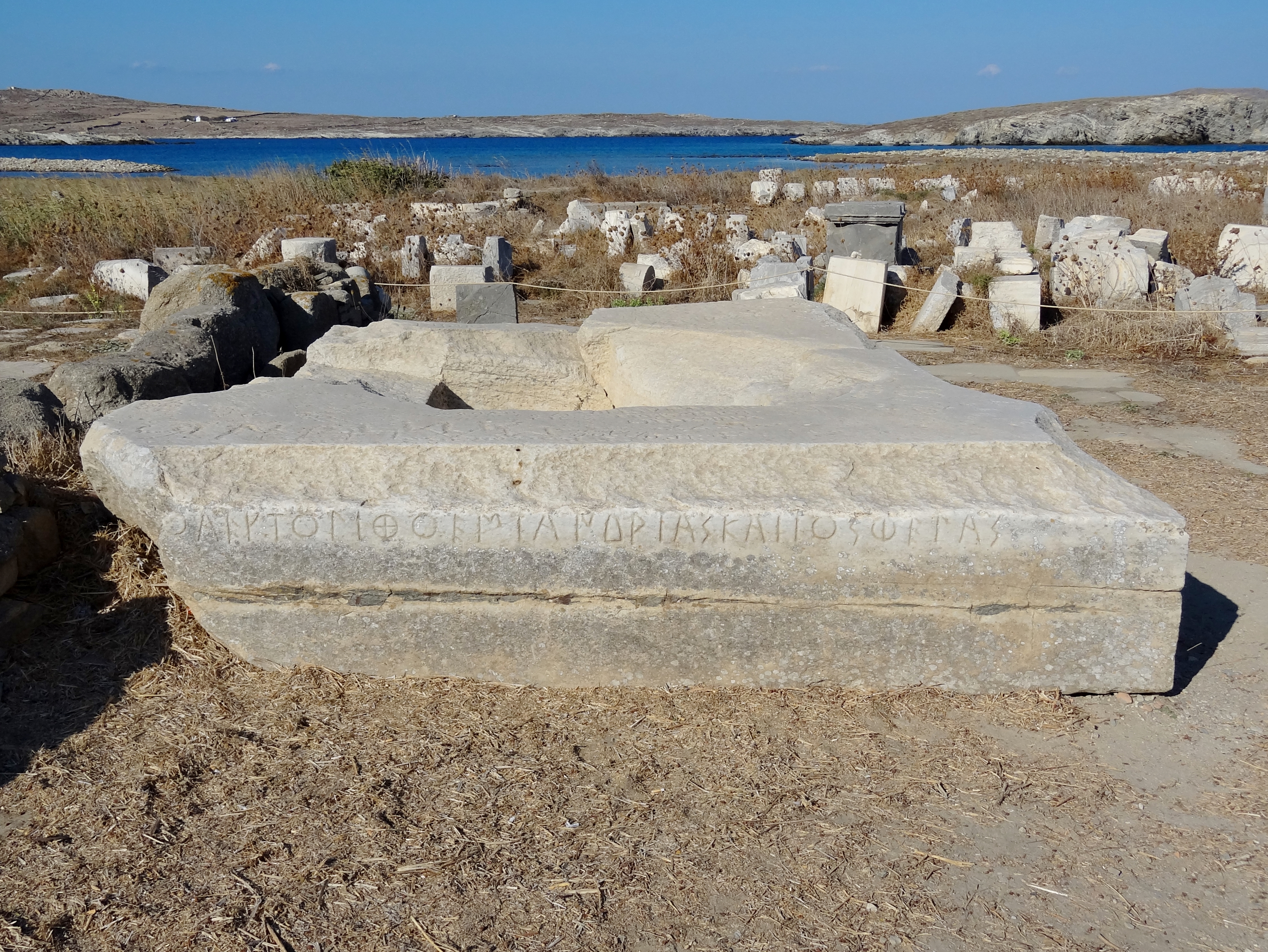
Base du Colosse des Naxiens

La statue est brisée en plusieurs parties. La base mesure 3,48 × 5,08 mètres, le torse supérieur mesure environ 2,3 mètres de haut et le torse inférieur environ 1,15 mètre. Le pied gauche, aujourd'hui conservé au British Museum, mesure 0,57 mètre de long. Il y avait un trou dans la main gauche pour lui permettre de tenir un arc. La tête et le haut des jambes ont été perdus.
Sur la partie supérieure du torse inférieur, il y avait une ceinture en bronze de 20 à 30 cm de large, qui a peut-être été discernée grâce à la série de trous d'épingle dans le marbre. Sur les côtés du haut du torse, à environ 40 cm. au-dessus de la ceinture se trouvent des trous dans lesquels les bras étaient fixés. Sur le cou, on trouve des traces d'anneaux. Au dos de la base se trouve une inscription qui dit « [τ]ο̑ ἀϝυτο̑ λίθο̄ ε̄̓μὶ ἀνδριὰς καὶ τὸ σφέλας » (to awuto litho emi andrias kai to sphelas [Je suis fait du même marbre, statue et base]).

### Transport et montage
Le colosse est originaire d'une carrière de marbre près de Melanés sur l'île cycladique de Naxos. Il n'y était pas sculpté, à l'exception de la forme la plus élémentaire, et était transporté jusqu'au port de Naxos, à une dizaine de kilomètres. La statue, qui pèse environ 30 tonnes, a ensuite été transportée par bateau jusqu'à Délos. Il y avait des navires qui pouvaient transporter plus de 40 tonnes, mais la charge était difficile à transporter. Il a donc été suggéré que le colosse à moitié sculpté était transporté par deux navires attelés ensemble.
Pour l'érection du Colosse, un échafaudage d'environ 11 mètres de haut aurait été érigé afin de le tirer vers le haut à l'aide de poulies et de cordes. La statue se trouvait à un endroit bien en vue, de sorte qu'elle pouvait être vue de loin et était plus haute que tous les bâtiments connus sur l'île à l'époque. La statue aurait pesé environ 25 tonnes à ce moment-là ; les détails finaux de la statue n'ont été ajoutés qu'après son installation.

## Destruction progressive du colosse
Avant 1420, la statue, encore entière ou presque, est couchée à côté de la base inscrite. En 1445, elle est cassée à la taille, aux genoux et aux chevilles.
En 1631, les bras et les jambes ont disparu ; le visage est détruit, vraisemblablement scié. Avant 1673, il est constaté que la tête est séparée du corps et a disparu et qu'il reste deux grands fragments, le torse et l'ensemble du bassin et des cuisses de l'autre. En 1678, le peintre flamand Cornelis De Bruyn emporte comme souvenir un morceau du Colosse.

« [L'on voit près du temple du dieu] une partie de la statue d'Apollon savoir, le tronc du corps, et une partie des cuisses, le reste en a été emporté par les curieux qui y sont venus de temps en temps, du nombre desquels je me mettrai si l'on veut, puisque j'en rompis aussi un morceau que je garde pour en conserver la mémoire. »

— Cornelis De Bruyn, Voyage au Levant
Dès la fin du XVIIe siècle, les deux grands fragments se trouvent très vraisemblablement dans l'Artémision. Avant le milieu du XVIIIe siècle, les cuisses sont presque entièrement cassées et disparaissent ; au cours de la première moitié du XIXe siècle, probablement dans les années 1830, des coins en fer sont insérés dans le bassin et sur le haut de la cuisse droite pour tenter de débiter le bloc.